# Sérère (langue)
Cet article concerne la langue sérère. Pour le peuple sérère, voir Sérères.
Le sérère est une langue parlée au Sénégal ainsi qu'en Gambie qui appartient à la branche atlantique des langues nigéro-congolaises.
Les différents noms de cette langue sont : sérère-sine, serer-sine, serer, serrer, sereer, seereer, serer-sin, sine-saloum, seex, sine-sine.

## Répartition géographique
On le parle surtout dans le centre-ouest du Sénégal et le Sine-Saloum, également un peu en Gambie.
Le nombre total de locuteurs serait de 1 183 120, dont 1 154 760 au Sénégal (2002).

### Statut
Au Sénégal, l'article premier de la Constitution sénégalaise du 7 janvier 2001 reconnaît au sérère un statut de langue nationale, aux côtés du wolof, du peul, du mandingue, du soninké et du diola, mais d'autres langues ont été ajoutées à cette liste par la suite.

## Écriture
Le sérère est écrit avec l’alphabet latin.
Au Sénégal, l’orthographe sérère est règlementé par plusieurs décrets, comme d’autres langues utilisant un des alphabets des langues nationales.
| A                   | B | Ɓ | C | Ƈ | D | Ɗ | E | F | G | H | I | J | K | L | M | N | Ñ | Ŋ | O | P | Ƥ | Q | R | S | T | Ƭ | U | W | X | Y | Ƴ  | ʼ |
| a                   | b | ɓ | c | ƈ | d | ɗ | e | f | g | h | i | j | k | l | m | n | ñ | ŋ | o | p | ƥ | q | r | s | t | ƭ | u | w | x | y | ƴ  | ʼ |
| Valeurs phonétiques |   |   |   |   |   |   |   |   |   |   |   |   |   |   |   |   |   |   |   |   |   |   |   |   |   |   |   |   |   |   |    |   |
| a                   | b | ɓ | c | ƈ | d | ɗ | e | f | ɡ | h | i | ɟ | k | l | m | n | ɲ | ŋ | o | p | ƥ | q | r | s | t | ƭ | u | w | χ | j | ʔj | ʔ |

Le sérère est aussi écrit avec l’alphabet arabe harmonisé au Sénégal.
| ا                   | ب | ݒ | ࢠ | ݕ | ت | ࢠ | ج | ڃ  | ࢢ | خ | د | ر | س | ط | ࢣ | ݝ | ف | ق | ک | گ | ل | م | ن | ݧ | ه | و | ي |
| Valeurs phonétiques |   |   |   |   |   |   |   |    |   |   |   |   |   |   |   |   |   |   |   |   |   |   |   |   |   |   |   |
| a                   | b | p | ɓ | ƥ | t | c | ɟ | ʔj | ƈ | χ | d | r | s | ɗ | ƭ | ŋ | f | q | k | ɡ | l | m | n | ɲ | h | w | j |